# ローター・マテウス
ローター・ヘルベルト・マテウス（Lothar Herbert Matthäus, 1961年3月21日 - ）は、西ドイツ・エアランゲン出身の元同国代表サッカー選手でありサッカー指導者、スポーツ解説者。西ドイツ代表として1990 FIFAワールドカップを優勝した後、1991年にバロンドールとFIFA最優秀選手賞を受賞した。
マテウスは通算5回のFIFAワールドカップ（1982、1986、1990、1994、1998）に出場しているが、これはフィールドプレーヤーではマテウスと元メキシコ代表DFラファエル・マルケス、ポルトガル代表FWのクリスティアーノ・ロナウド、アルゼンチン代表FWのリオネル・メッシの4人のみ記録している。また、ワールドカップ出場25試合もリオネル・メッシに更新されるまで史上最多であった。マテウスはイタリアで開催された1990 FIFAワールドカップを制した西ドイツ代表のキャプテンであり、アメリカ開催の1994 FIFAワールドカップでも同じくキャプテンを務めた。1980年にはUEFA欧州選手権1980優勝を果たし、UEFA欧州選手権1984、UEFA欧州選手権1988そしてUEFA EURO 2000にも参加している。1999年、38歳にしてドイツ人年間最優秀サッカー選手賞を受賞し、1990年の受賞と合わせて2度目の選出となった。
マテウスは20年間でドイツ代表に150試合（83試合は西ドイツ代表のもの）出場し、23得点を挙げている。これはドイツ代表歴代最多出場記録である。2004年にはペレが選ぶ『偉大なサッカー選手100人』（FIFA100）にも選ばれている。ディエゴ・マラドーナはマテウスについて「彼は私が対峙した選手の中で最高の選手だ。」と自身が著したYo soy el Diego（俺はディエゴ）の中で述べた。
優れた戦術眼を持ち、強烈なシュート力があり、相手選手のマークやカバーリングにも優れ、ピッチ内で指揮官の役割も果たした。キャリア初期は守備的MFであったが、20代中盤頃からは、攻撃的MFも担当、選手キャリアの後半にはリベロとしてプレーした。

## クラブ経歴
マテウスは1961年3月21日にエアランゲンで生まれた。父親、兄もサッカーをしていて、兄は3部リーグの選手という一家に育った。地元のFCヘルツォーゲンアウラハでサッカーを学ぶ一方で、ギムナジウムで教育を受け、インテリアデコレーターの見習いを務めていた。
1979年、18歳の時にブンデスリーガ1部のボルシアMGと契約、プロデビューを果たし、ブラウンシュヴァイク戦で初得点を記録した。プロ1シーズン目ながら、41試合で6得点を挙げた。若い頃は気性の激しい性格からチームメイトや審判とトラブルを起こすことも多く、素行に問題のある選手と考えられていたという。ボルシアMG時代はタイトルとは縁がなく、1983-84シーズンのDFBポカールでは準優勝に貢献したが、決勝のバイエルン・ミュンヘン戦でPKを失敗しタイトル獲得を逃している。
1984年にバイエルン・ミュンヘンへ120万ドルの金額で移籍。バイエルンでは、オールラウンダーとしての能力を向上させるなど、より完成されたMFに成長した。ブレーメやアウゲンターラーらと共にブンデスリーガ優勝3回（1985年、1986年、1987年）、DFBポカール優勝1回、UEFAチャンピオンズカップ準優勝1回に貢献した。1987-88シーズン、4月19日のシャルケ戦でキャリア唯一のハットトリック(PKで2ゴール)を達成した。このシーズン、17得点を決めた。この間、1986年のワールドカップ終了後、ナポリが獲得に動き、秘密裏にバイエルンの給料の約3倍の現金を持参したナポリのスタッフと面会したこともあったが、残留した。
1988年にブレーメと共にイタリアのインテル・ミラノへ440万ドルの金額で移籍。この金額はカール＝ハインツ・ルンメニゲ、フェラーに次ぐ西ドイツ選手の高額での移籍であった。インテルではトラパットーニ監督の下でセンターハーフとしての才能に開花。守備だけでなくパスセンスや得点能力にも磨きをかけ（1989-90、90-91シーズンにリーグで11得点、16得点）、1988年8月21日のコッパ・イタリアのグループリーグ、バーリ戦で移籍後初ゴール、10月16日のピサ戦でセリエA初ゴール。ナポリ戦で直接Fkを決め、クラブを8年ぶりのスクデット獲得に導いた。1990-91シーズンにはUEFAカップ決勝ASローマ戦の第1戦でゴールを決めるなど、優勝の原動力になった。
1992-93シーズンから古巣のバイエルン・ミュンヘンへ復帰。シーズン序盤は怪我の治療のため出遅れたが、11月21日、第13節のバイエル・レバークーゼン戦においてペナルティエリア外からコーナーキックのボールをダイレクトボレーでゴールを決めた。1993-94シーズン、カイザースラウテルンと激しく優勝を争う中、第34節のシャルケ04戦では決勝点となった直接FKを決めて勝利に貢献、この結果チームはカイザースラウテルンに勝ち点1差で優勝を果たした。1995年1月にアキレス腱断裂に見舞われ長期離脱するなど怪我に苦しんだ時期もあったが、バイエルンの顔として、ブンデスリーガ優勝3回（1994年、1997年、1999年）、UEFAカップ優勝1回などに貢献した。1996-97シーズン、4月26日、リーグ第29節のデュッセルドルフ戦では相手3選手を抜き去り、強烈なシュートでゴールを決めた。1999年11月20日のフライブルク戦でゴールを決め、バイエルンでの通算100ゴールを達成した。ブンデスリーガでは464試合121ゴール、ポカールでは59試合19ゴールの成績を残した。
現役時代は数々のタイトルを手にしてきたが、UEFAチャンピオンズリーグのタイトルだけには縁が無く、1986-87シーズンにはFCポルト、1998-99シーズンにはマンチェスター・ユナイテッドの前に決勝で涙を飲んだ。
2000年からはアメリカ合衆国のニューヨーク・ニュージャージー・メトロスターズへ移籍し、翌2001年に現役を引退した。
2018年には、キャリアをスタートさせたクラブで引退するという自身の願いを叶えるため、ユース時代に所属したFCヘルツォーゲンアウラハの試合に出場。既にリーグ優勝を決めていた後の試合で先発出場し後半5分までプレーした。

## 代表経歴

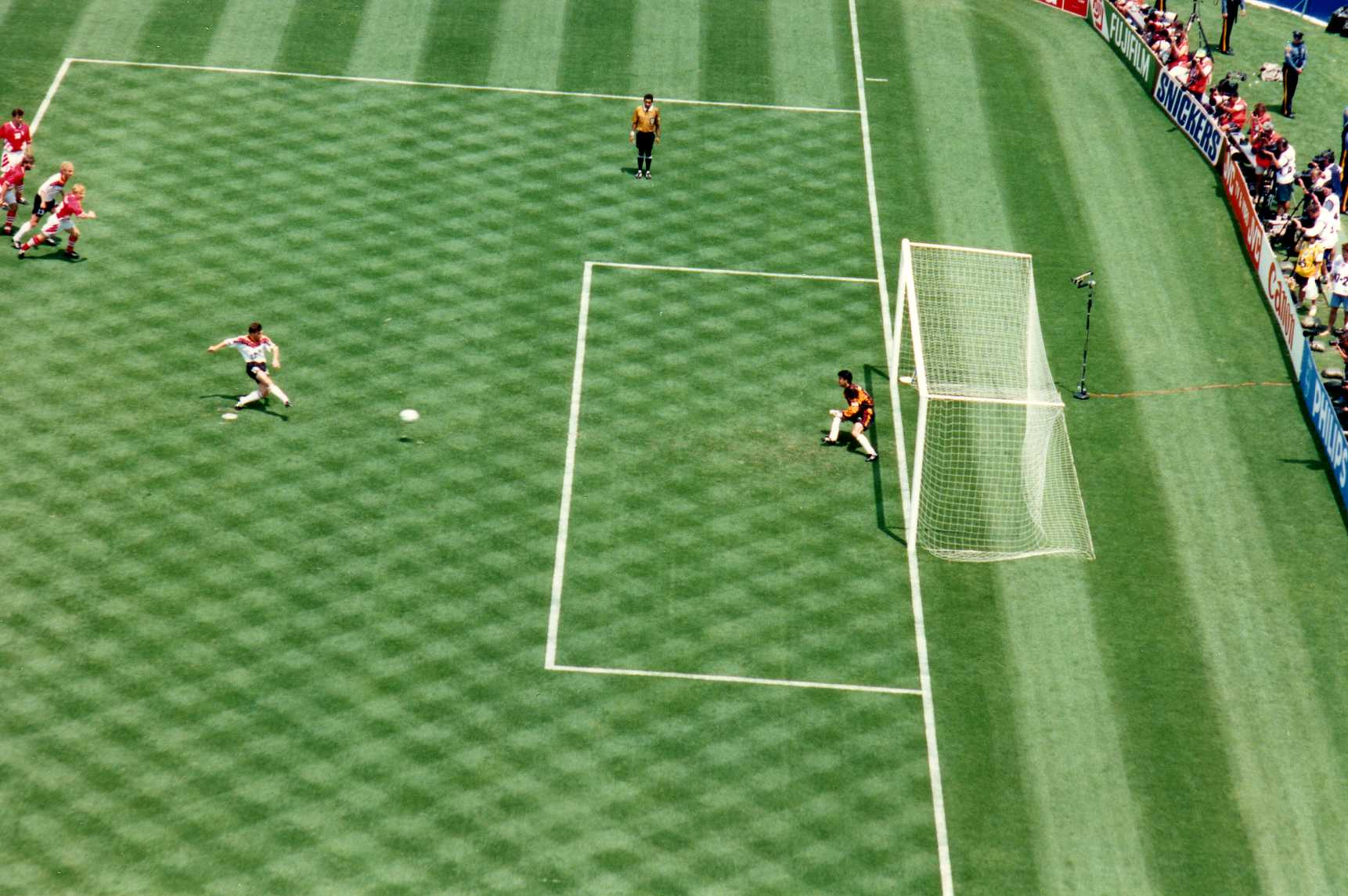
1994 FIFAワールドカップ準々決勝のブルガリア戦でPKを放つマテウス

ドイツ代表としては、1980年4月26日のオランダ戦で代表デビューを飾ると同年6月のUEFA欧州選手権1980、1982年の1982 FIFAワールドカップ代表に選出された。デビュー当初は交代出場が多くスタメン出場は成らなかったが、スペイン大会後の1984年に開催されたUEFA欧州選手権1984ではレギュラーの座を掴み、これ以降は代表の中心選手として定着した。
1986年のワールドカップ・メキシコ大会では、決勝トーナメント1回戦のモロッコ戦にて延長戦終了間際に与えられたフリーキックから弾道の低いロングシュートを決め、1-0の勝利に導く活躍などで2大会連続の決勝進出に貢献。決勝のアルゼンチン戦では、相手エースのディエゴ・マラドーナのマンマークを担当、この試合においてマラドーナを封じる事には成功したが、試合そのものには敗れ去り、2大会連続準優勝に終わった。
ワールドカップ終了後にルンメニゲやフェリックス・マガトといったベテラン選手が代表から退くなど世代交代の時期を迎えると、ベッケンバウアー監督の下で主将としてエースとして代表チームを牽引するようになった。1988年のUEFA欧州選手権1988では、地元開催ということもあって準決勝進出を果たすが、この大会を制するオランダ戦で得点を挙げたが、1-2で敗退。なお、それまでマテウスは背番号8を付けることが多かったが、この大会後に所属クラブのインテルと同様に背番号10を付けるようになった。
1990年のワールドカップ・イタリア大会では、1次リーグ初戦のユーゴスラビア戦で強烈なミドルシュートで2得点を挙げ、守備面においても相手エースのストイコヴィッチを封じ込め、4-1と大勝。UAE戦でもミドルシュートで得点を奪い、決勝トーナメント1回戦では優勝候補の一角のオランダを2-1で退け、準々決勝のソビエト戦でも決勝点を決め、合計4得点をあげる活躍で決勝進出に貢献。決勝戦のアルゼンチン戦では負傷していた影響でPKをブレーメに譲り、ブレーメがこれを成功させ1-0で勝利し前回大会の雪辱を果たし、1974年大会以来となる3度目の優勝を果たした。マテウスは当時を振り返り次のように語っている。
ドイツ代表での活躍もあり、1990年には欧州年間最優秀選手とドイツ年間最優秀選手賞、ワールドサッカー誌選定世界最優秀選手賞を受賞、1991年にはFIFA最優秀選手賞を受賞するなど絶頂期にあったが、1992年4月に前十字靭帯を負傷しUEFA欧州選手権1992は不参加となった。
1994年のワールドカップ・アメリカ大会に出場。前回の優勝メンバーに東ドイツ出身の選手やシュテファン・エッフェンベルクらが加わり戦力は整ってはいたが、直前の親善試合の結果は芳しくなかった。
マテウス自身は1992年に負傷した膝の状態が思わしくなく、動きに精彩を欠いていた。ラウンド16のベルギー戦ではフェラーの先制ゴールをアシストして勝利に貢献、準々決勝でダークホースのブルガリアに1-2で敗れた(この試合でマテウスはPKで得点を挙げた)。ドイツ代表の主将として長きに渡って代表を支えていたマテウスであったが、アメリカ大会後はユルゲン・クリンスマンとの確執（後述）などもあってベルティ・フォクツ監督の構想外となり代表への招集は見送られ、1996年のUEFA欧州選手権1996は不参加となった。
1998年のワールドカップ・フランス大会ではリベロのマティアス・ザマーが負傷したこともあり、大会直前、5月27日のフィンランド戦で代表に復帰を果たし、本大会ではグループリーグ第2戦のユーゴ戦で途中出場を果たすと、以降先発の座を奪い、合計4試合に出場、ベスト8まで進出した。2000年のUEFA欧州選手権2000でもプレーをするなど、ドイツ代表としては歴代最多となる国際Aマッチ150試合出場、5度のワールドカップ出場、ワールドカップ最多出場記録（25試合）を達成する金字塔を打ち立てた。

## 指導者歴
2001年9月にオーストリア・ブンデスリーガのラピード・ウィーンで監督としてのキャリアをスタート。アンドレアス・イヴァンシッツを始めとした多くの若手選手を起用したがクラブの歴史上最も酷い8位という成績に終わり2002年5月に解任された。
2002年、パルチザン・ベオグラードの監督に就任。2002-03シーズンの国内リーグ戦を制し、UEFAチャンピオンズリーグ 2003-04では予選を突破しグループリーグ進出に導いたが、グループリーグでは最下位に終わり敗退。国内リーグ戦では首位と勝ち点3差の2位につけていたものの、個人的な理由により2003年12月に監督を辞任した。
2004年、ハンガリー代表監督に就任。ワールドカップ・ドイツ大会出場を目指したが、スウェーデン、クロアチア、ブルガリアなどの強国がひしめくグループを突破することは叶わず予選敗退。マテウスは契約更新を望んだが、ハンガリーサッカー協会(MLSZ)との交渉は決裂し2005年末で監督を退任した。
2006年1月11日、 ブラジルのアトレチコ・パラナエンセと1年間の契約を結んだが、生活環境の不一致を理由に同年3月に帰国。監督就任から7試合で指揮（通算5勝2分）を執っただけでの退団となった。
2006年6月よりオーストリア・ブンデスリーガのレッドブル・ザルツブルクのヘッドコーチに就任。インテル時代の恩師のトラパットーニ監督との二人三脚で指揮を執り、2006-07シーズンのリーグ優勝に導いたがクラブ側と意見が対立し、2007年6月12日に解任された。
2008年7月よりイスラエル・プレミアリーグのマッカビ・ネタニヤの監督に就任したが、翌2009年4月29日、成績不振によりクラブとの契約を更新しないことを発表した。
2010年9月21日よりブルガリア代表の監督に就任した。ブルガリアサッカー連合 (BFU)の発表によると2年間の契約延長オプションが付いた1年契約。2011年9月19日、成績不振により解任された。

## 評価
同じようなポジションの変遷を辿っている皇帝ベッケンバウアーや、同世代のマラドーナらの偉人達と比較される事もあるが、タイトル獲得の実績に遜色はない。天才と呼ばれ華やかな活躍をした彼らとは対照的にこつこつと実力を伸ばしていった後に栄光を勝ち取った秀才型の選手と言える。また、運動量や体力を前面に出したサッカーが主流となった現代においてMF・DFの中央のほぼ全てのポジションをこなし、高いレベルでプレーが出来る最高のユーティリティー・プレーヤーとの評価もある。
精神面の評価が先立つ傾向があるが、ドリブル、強烈なミドルシュート、正確なフィード、チャンスメイクといった技術面でも一流の能力を持ち合わせており、多芸多才な選手であった。
後進のサッカー選手に与えた影響は大きく、ドイツ人に限らず、自分の息子にマテウスという名前を付けるサッカー選手が多数おり、その中の何人かはプロのサッカー選手になっている。
2001年にはドイツ代表の名誉主将に選ばれたマテウスだが、現役時代の素行の悪さのためかドイツ国内のクラブから監督就任のオファーを受けたことがない。マテウスは2009年11月にフランクフルター・アルゲマイネ・ツァイトゥング紙のインタビューに応じ、「私はフランツ・ベッケンバウアーに次いで有名なドイツのサッカー選手なんだ。それをぞんざいに扱うなんて恥じるべきだ」「ドイツのクラブには私を信用して欲しい。優劣はその上で判断してほしい」と不満を表明した。

## エピソード
- ユルゲン・クリンスマンとは犬猿の仲とされている[8]。自身が負傷で離脱中、代表の試合でクリンスマンが主将を務めたことに怒り[29]、1996年の欧州選手権直前にマテウスは「クリンスマンが自分を代表チームから追放しようと画策している」と主張し自ら大会出場を辞退[8]。その後も所属クラブのバイエルンでもチームメイトだったクリンスマンへの口撃は続いたが、これに対しクリンスマンは「我々は異なる人間だが、彼のことを悪くは思わない。むしろ尊敬している」と平静を保っていた[8]。やがてマテウスは暴露本を出版したことで、バイエルンからの追放の危機を迎えたが、副会長のベッケンバウアーの仲介により主将の地位を剥奪されるだけに終わり、この一件以降はマテウスの口撃は沈静化していったという[8]。
- ピエール・リトバルスキーは、自伝の中で90年W杯の時のチームメイトとの写真を使用した際に金銭を要求されたと記述している。
- 私生活では5度の結婚歴があり3人の子供がいる。1人目の妻のシルヴィアとは1982年に結婚、リーサとヴィオラという二人の娘を授かったが1992年に離婚。1994年、スイス出身のモデル、テレビ司会者のロリータ・モレナと結婚し息子のロリスを授かったが1999年に離婚。 2003年11月27日、セルビア人のマリアナ・コスティッチと結婚したが2007年末に離婚。2008年12月、21歳のウクライナ人モデルのクリスティナ・リリアナと結婚。挙式はラスベガスで行われた。しかし、2011年に離婚が確定[30]。2014年11月、28歳年下の女性と結婚した[31]。
- 1992年当時、Jリーグのガンバ大阪入団の噂が報じられたことがある。これはマテウスが松下電器の関連会社のCMに出演していた縁によるもので、G大阪側から積極的なオファーを受けていたとされている。なおマテウスの当時のマネージャーは「1994年にはG大阪のキャプテンになっているだろう」と発言しているが、実現することはなかった[32]。
- スパイクはずっと、プーマ社製のものを使用していた。これは両親がプーマで働いていたことからである。ただし、代表チームの試合ではアディダスを履いていた。

## 個人成績
| クラブ                     | シーズン                   | リーグ戦                   | リーグ戦 | リーグ戦 | 国内カップ | 国内カップ | リーグカップ | リーグカップ | 国際大会 | 国際大会 | その他 | その他 | 合計 | 合計 |
| クラブ                     | シーズン                   | ディビジョン               | 出場     | 得点     | 出場       | 得点       | 出場         | 得点         | 出場     | 得点     | 出場   | 得点   | 出場 | 得点 |
| -------------------------- | -------------------------- | -------------------------- | -------- | -------- | ---------- | ---------- | ------------ | ------------ | -------- | -------- | ------ | ------ | ---- | ---- |
| ボルシアMG                 | 1979-80                    | ブンデスリーガ             | 28       | 4        | 2          | 0          | -            | -            | 11       | 2        | -      | -      | 41   | 6    |
| ボルシアMG                 | 1980-81                    | ブンデスリーガ             | 33       | 10       | 5          | 2          | -            | -            | -        | -        | -      | -      | 38   | 12   |
| ボルシアMG                 | 1981-82                    | ブンデスリーガ             | 33       | 3        | 5          | 4          | -            | -            | 4        | 1        | -      | -      | 42   | 8    |
| ボルシアMG                 | 1982-83                    | ブンデスリーガ             | 34       | 8        | 5          | 2          | -            | -            | -        | -        | -      | -      | 39   | 10   |
| ボルシアMG                 | 1983-84                    | ブンデスリーガ             | 34       | 11       | 6          | 4          | -            | -            | -        | -        | -      | -      | 40   | 15   |
| ボルシアMG                 | 通算                       | 通算                       | 162      | 36       | 23         | 12         | -            | -            | 15       | 3        | -      | -      | 200  | 51   |
| バイエルン・ミュンヘン     | 1984-85                    | ブンデスリーガ             | 33       | 16       | 6          | 0          | -            | -            | 5        | 1        | -      | -      | 44   | 17   |
| バイエルン・ミュンヘン     | 1985-86                    | ブンデスリーガ             | 23       | 10       | 5          | 2          | -            | -            | 3        | 0        | -      | -      | 31   | 12   |
| バイエルン・ミュンヘン     | 1986-87                    | ブンデスリーガ             | 31       | 14       | 3          | 1          | -            | -            | 7        | 4        | -      | -      | 41   | 19   |
| バイエルン・ミュンヘン     | 1987-88                    | ブンデスリーガ             | 26       | 17       | 4          | 3          | -            | -            | 4        | 1        | -      | -      | 34   | 21   |
| バイエルン・ミュンヘン     | 通算                       | 通算                       | 113      | 57       | 18         | 6          | -            | -            | 19       | 6        | -      | -      | 150  | 69   |
| インテル・ミラノ           | 1988-89                    | セリエA                    | 32       | 9        | 7          | 3          | -            | -            | 5        | 0        | -      | -      | 44   | 12   |
| インテル・ミラノ           | 1989-90                    | セリエA                    | 25       | 11       | 2          | 2          | 0            | 0            | 2        | 0        | 0      | 0      | 29   | 13   |
| インテル・ミラノ           | 1990-91                    | セリエA                    | 31       | 16       | 3          | 1          | -            | -            | 12       | 6        | -      | -      | 46   | 23   |
| インテル・ミラノ           | 1991-92                    | セリエA                    | 27       | 4        | 5          | 1          | -            | -            | 2        | 0        | -      | -      | 34   | 5    |
| インテル・ミラノ           | 通算                       | 通算                       | 115      | 40       | 17         | 7          | 0            | 0            | 21       | 6        | 0      | 0      | 153  | 53   |
| バイエルン・ミュンヘン     | 1992-93                    | ブンデスリーガ             | 28       | 8        | 0          | 0          | -            | -            | -        | -        | -      | -      | 28   | 8    |
| バイエルン・ミュンヘン     | 1993-94                    | ブンデスリーガ             | 33       | 8        | 3          | 1          | -            | -            | 4        | 1        | -      | -      | 40   | 10   |
| バイエルン・ミュンヘン     | 1994-95                    | ブンデスリーガ             | 16       | 5        | 2          | 0          | -            | -            | 6        | 0        | 1      | 0      | 25   | 5    |
| バイエルン・ミュンヘン     | 1995-96                    | ブンデスリーガ             | 19       | 1        | 0          | 0          | -            | -            | 7        | 0        | -      | -      | 26   | 1    |
| バイエルン・ミュンヘン     | 1996-97                    | ブンデスリーガ             | 28       | 1        | 3          | 0          | -            | -            | 2        | 0        | -      | -      | 33   | 1    |
| バイエルン・ミュンヘン     | 1997-98                    | ブンデスリーガ             | 25       | 3        | 3          | 0          | 2            | 0            | 5        | 0        | -      | -      | 35   | 3    |
| バイエルン・ミュンヘン     | 1998-99                    | ブンデスリーガ             | 25       | 1        | 5          | 0          | 2            | 0            | 12       | 1        | -      | -      | 44   | 2    |
| バイエルン・ミュンヘン     | 1999-00                    | ブンデスリーガ             | 15       | 1        | 2          | 0          | 0            | 0            | 9        | 0        | 2      | 0      | 28   | 1    |
| バイエルン・ミュンヘン     | 通算                       | 通算                       | 189      | 28       | 18         | 1          | 4            | 0            | 45       | 2        | 3      | 0      | 259  | 31   |
| メトロスターズ             | 2000                       | MLS                        | 16       | 0        | 2          | 0          | 5            | 0            | -        | -        | -      | -      | 23   | 0    |
| バイエルン・ミュンヘン通算 | バイエルン・ミュンヘン通算 | バイエルン・ミュンヘン通算 | 302      | 85       | 36         | 7          | 4            | 0            | 64       | 8        | 3      | 0      | 409  | 100  |
| キャリア通算               | キャリア通算               | キャリア通算               | 595      | 161      | 78         | 26         | 9            | 0            | 100      | 17       | 3      | 0      | 785  | 204  |

出典 : kicker.de

## 代表歴

### 出場大会
- U-21西ドイツ代表

1982年 - UEFA U-21欧州選手権1982（準優勝）
- ドイツ代表

1980年 - UEFA欧州選手権1980（優勝）
1982年 - 1982 FIFAワールドカップ（準優勝）
1984年 - UEFA欧州選手権1984（グループステージ敗退）
1986年 - 1986 FIFAワールドカップ（準優勝）
1988年 - UEFA欧州選手権1988（ベスト4）
1990年 - 1990 FIFAワールドカップ（優勝）
1994年 - 1994 FIFAワールドカップ（ベスト8）
1998年 - 1998 FIFAワールドカップ（ベスト8）
1999年 - FIFAコンフェデレーションズカップ1999（グループステージ敗退）
2000年 - UEFA EURO 2000（グループステージ敗退）

### 試合数
- 国際Aマッチ 150試合 23得点（1980年 - 2000年）[33]

| ドイツ代表 | 国際Aマッチ | 国際Aマッチ |
| 年         | 出場        | 得点        |
| ---------- | ----------- | ----------- |
| 1980       | 1           | 0           |
| 1981       | 1           | 0           |
| 1982       | 10          | 0           |
| 1983       | 7           | 0           |
| 1984       | 10          | 0           |
| 1985       | 7           | 1           |
| 1986       | 15          | 2           |
| 1987       | 6           | 1           |
| 1988       | 10          | 4           |
| 1989       | 3           | 1           |
| 1990       | 15          | 7           |
| 1991       | 7           | 3           |
| 1992       | 4           | 0           |
| 1993       | 11          | 0           |
| 1994       | 15          | 3           |
| 1995       | 0           | 0           |
| 1996       | 0           | 0           |
| 1997       | 0           | 0           |
| 1998       | 8           | 0           |
| 1999       | 13          | 1           |
| 2000       | 7           | 0           |
| 通算       | 150         | 23          |

### 得点
| #  | 開催日         | 開催地                                                             | 対戦国           | スコア | 結果 | 大会                                 |
| -- | -------------- | ------------------------------------------------------------------ | ---------------- | ------ | ---- | ------------------------------------ |
| 1  | 1985年4月30日  | プラハ、スタディオン・エヴジェナ・ロシツケーホ                     | チェコスロバキア | 3-0    | 5-1  | 1986 FIFAワールドカップ・予選        |
| 2  | 1986年2月6日   | アヴェッリーノ、スタディオ・パルテニオ＝アドリアーノ・ロンバルディ | イタリア         | 2-1    | 2-1  | 親善試合                             |
| 3  | 1986年6月17日  | モンテレイ、エスタディオ・ウニベルシタリオ                         | モロッコ         | 1-0    | 1-0  | 1986 FIFAワールドカップ              |
| 4  | 1987年3月25日  | ラマト・ガン、ラマト・ガン・スタジアム                             | イスラエル       | 2-0    | 2-0  | 親善試合                             |
| 5  | 1988年4月2日   | ベルリン、オリンピアシュタディオン                                 | アルゼンチン     | 1-0    | 1-0  | 親善試合                             |
| 6  | 1988年6月4日   | ブレーメン、ヴェーザーシュタディオン                               | ユーゴスラビア   | 1-1    | 1-1  | 親善試合                             |
| 7  | 1988年6月21日  | ハンブルク、フォルクスパルクシュタディオン                         | オランダ         | 1-0    | 1-2  | UEFA欧州選手権1988                   |
| 8  | 1988年8月31日  | ヘルシンキ、ヘルシンキ・オリンピックスタジアム                     | フィンランド     | 3-0    | 4-0  | 1990 FIFAワールドカップ・予選        |
| 9  | 1989年10月4日  | ドルトムント、ジグナル・イドゥナ・パルク                           | フィンランド     | 6-1    | 6-1  | 1990 FIFAワールドカップ・予選        |
| 10 | 1990年4月25日  | シュトゥットガルト、ネッカーシュタディオン                         | ウルグアイ       | 1-1    | 3-3  | 親善試合                             |
| 11 | 1990年6月10日  | ミラノ、スタディオ・ジュゼッペ・メアッツァ                         | ユーゴスラビア   | 1-0    | 4-1  | 1990 FIFAワールドカップ              |
| 12 | 1990年6月10日  | ミラノ、スタディオ・ジュゼッペ・メアッツァ                         | ユーゴスラビア   | 3-1    | 4-1  | 1990 FIFAワールドカップ              |
| 13 | 1990年6月15日  | ミラノ、スタディオ・ジュゼッペ・メアッツァ                         | アラブ首長国連邦 | 3-1    | 5-1  | 1990 FIFAワールドカップ              |
| 14 | 1990年7月1日   | ミラノ、スタディオ・ジュゼッペ・メアッツァ                         | チェコスロバキア | 1-0    | 1-0  | 1990 FIFAワールドカップ              |
| 15 | 1990年8月29日  | リスボン、エスタディオ・ダ・ルス                                   | ポルトガル       | 1-0    | 1-1  | 親善試合                             |
| 16 | 1990年12月19日 | シュトゥットガルト、ネッカーシュタディオン                         | スイス           | 4-0    | 4-0  | 親善試合                             |
| 17 | 1991年3月27日  | フランクフルト、ヴァルトシュタディオン                             | ソビエト連邦     | 2-0    | 2-1  | 親善試合                             |
| 18 | 1991年5月1日   | ハノーファー、ニーダーザクセンシュタディオン                       | ベルギー         | 1-0    | 1-0  | UEFA EURO '92予選                    |
| 19 | 1991年12月18日 | レバークーゼン、ウルリッヒ＝ハーバーラント・シュタディオン         | ルクセンブルク   | 1-0    | 4-0  | UEFA EURO '92予選                    |
| 20 | 1994年7月10日  | イーストラザフォード、ジャイアンツ・スタジアム                     | ブルガリア       | 1-0    | 1-2  | 1994 FIFAワールドカップ              |
| 21 | 1994年12月14日 | キシナウ、スタディオヌル・レプブリカン                             | モルドバ         | 3-0    | 3-0  | UEFA EURO '96予選                    |
| 22 | 1994年12月18日 | カイザースラウテルン、フリッツ・ヴァルター・シュタディオン         | アルバニア       | 2-0    | 2-1  | UEFA EURO '96予選                    |
| 23 | 1999年7月28日  | グアダラハラ、エスタディオ・ハリスコ                               | ニュージーランド | 2-0    | 2-0  | FIFAコンフェデレーションズカップ1999 |

## 獲得タイトル

### 代表
- ヨーロッパ選手権 ユーロ1980優勝
- 1982年 スペイン大会準優勝
- 1986年 メキシコ大会準優勝
- 1990年 イタリア大会優勝、主将を務める。

- ドイツ代表として150試合出場（ドイツ代表最多記録）
- W杯通算25試合出場

### クラブ
- ドイツ・ブンデスリーガ優勝　6回　（1985、1986、1987、1994、1997、1999）
- ドイツカップ優勝　3回　（1986、1998、2000）
- UEFAチャンピオンズリーグ準優勝　2回　（1987、1999）
- UEFAカップ優勝　2回　（1991、1996）
- スクデット獲得　1回　（1989）

### 個人タイトル
- UEFA欧州選手権1988 ベストイレブン
- 世界最優秀スポーツ選手（1990）
- 欧州年間最優秀選手賞（1990）
- FIFA最優秀選手賞（1990、1991）
- ドイツ年間最優秀選手賞（1990、1999）
- 「ドイツ代表名誉キャプテン」（歴代4人目）
- 20世紀世界最優秀選手 15位（国際サッカー歴史統計連盟 1999）
- 20世紀の偉大なサッカー選手100人　31位（ワールドサッカー誌選出　1999）
- バロンドール・ドリームチーム（2020）